# Libération
Libération ili La Liberation (hrv. oslobođenje) Francuski je lijevičarsko-liberalni dnevni list. Osnovan je 1973. godine u Parizu. Zajednički su ga osnovali Jean-Paul Sartre Serge July, Philippe Gavi, Bernard Lallement i Jean-Claude Vernier.

## Povijest
U svrhu podrške mladim lijevim intelektualcima Vernier je odlučio pokrenuti dnevnik "Liberation". Tada je aktivno sudjelovao i vodeći francuski filozofi Jean Paul Sartre, poznat po svojoj predanosti ljevičarskoj ideologiji.
Pretpostavka osnivača je bila da ne u listu ne bude u oglasa. Zbog ozbiljnih financijskih problema, novine su prestale izlaziti u veljači 1981., i ponovo se pojavile na kioscima 13. svibnja iste godine u novom obliku. Novi vlasnik Serge July i tada novi glavni urednik Jean-Marcel Bouguereau časopis su promijenilli novine u strogo lijevo glasilo. 
Od 2005. godine glavni je dioničar Édouard de Rothschild.
U veljači 2014. godine objavljeno je da su novine na rubu bankrota. U prethodnoj godini naklada je pala za 15 posto i un 2016. godini iznosi samo 100.000 primjeraka. Glavni vlasnik Bruno Ledoux i Edouard de Rothschild najavili su dodatno duboke mjere štednje; nisu više nisu spreman ulagati novi novac. U posljednjih nekoliko godina Liberation je dobio subvencije države u iznosu od deset milijuna eura godišnje za opstanak.

## Vanjske poveznice
Službena stranica